# Lumby Sogn

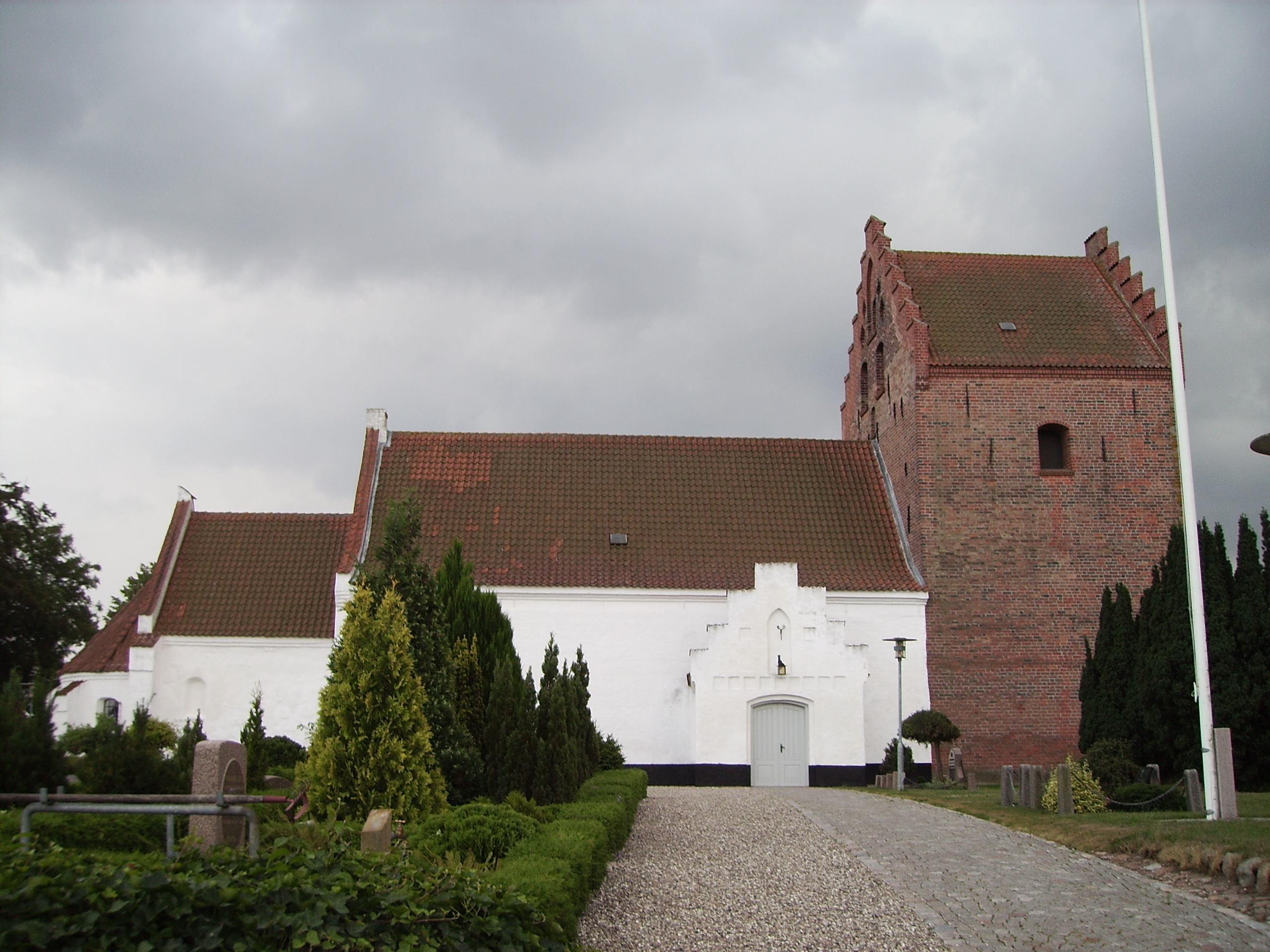
Lumby Kirke

Lumby Sogn ist eine Kirchspielsgemeinde (dän.: Sogn) auf der Insel Fyn (dt.: Fünen) im südlichen Dänemark. Bis 1970 gehörte sie zur Harde Lunde Herred im damaligen Odense Amt, danach zur Odense Kommune im Fyns Amt, die im Zuge der Kommunalreform zum 1. Januar 2007 Teil der Region Syddanmark geworden ist.
Im Kirchspiel leben 4412 Einwohner, davon 808 im Kirchdorf (Stand: 1. Januar 2023), die Übrigen sind überwiegend Einwohner von Odense. Im Kirchspiel liegt die Kirche „Lumby Kirke“.
Der ehemalige Kirchenbezirk Stige Kirkedistrikt im Lumby Sogn wurde zum 1. Oktober 2010 mit der Abschaffung der dänischen Kirchenbezirke ein eigenständiges Kirchspiel Stige Sogn. Die genauen Grenzen des neuen Kirchspiels sind noch nicht bekannt gegeben worden.
Nachbargemeinden (ohne Berücksichtigung der Abspaltung des Stige Sogn) sind im Osten und im Südosten Fredens Sogn, im Süden Hans Tausens Sogn und im Westen Næsby Sogn, Næsbyhoved-Broby Sogn und Allesø Sogn, ferner in der nördlich benachbarten Nordfyns Kommune Lunde Sogn und Østrup Sogn.